# Roman Chymkowski
Roman Chymkowski (ur. 13 maja 1977 w Pułtusku) – polski socjolog i antropolog kultury.

## Życiorys
Ukończył studia magisterskie w ramach Kolegium MISH na Wydziale Polonistyki (1999) oraz w Instytucie Socjologii Uniwersytetu Warszawskiego (2001). Doktorat w zakresie nauk humanistycznych uzyskał w 2004 roku, zaś stopień doktora habilitowanego w dziedzinie nauk o kulturze i religii w 2020. Jego zainteresowania naukowe koncentrują się na dwóch polach badawczych – studiach postkolonialnych i postzależnościowych oraz socjologii praktyk lekturowych.
Roman Chymkowski jest dyrektorem Instytutu Kultury Polskiej Uniwersytetu Warszawskiego. Pracuje także w Bibliotece Narodowej, gdzie kieruje Pracownią Badań Czytelnictwa. Jest członkiem zespołu redakcyjnego „Przeglądu Humanistycznego” oraz rady naukowej „Rocznika Biblioteki Narodowej”. W 2020 r. został wyróżniony odznaką honorową Zasłużony dla Kultury Polskiej. Od 2024 r. jest profesorem BN.

## Wybrane publikacje
- Roman Chymkowski, Autobiografie lekturowe studentów, Biblioteka Narodowa, Warszawa 2010.
- Roman Chymkowski, Nietożsamości. Tillion, Fanon, Bourdieu, Derrida i dylematy dekolonizacji, Wydawnictwo Campidoglio, Warszawa 2019.
- Roman Chymkowski, Zofia Zasacka, Stan czytelnictwa w Polsce w 2020 roku, Biblioteka Narodowa, Warszawa 2021.
- Zofia Zasacka, Roman Chymkowski, Stan czytelnictwa książek w Polsce w drugim roku pandemii (2021-2022), Biblioteka Narodowa, Warszawa 2022.
- Zofia Zasacka, Roman Chymkowski, Stan czytelnictwa książek w Polsce w 2023 roku, Biblioteka Narodowa, Warszawa 2024.